# Enzo Díaz
Enzo Hernán Díaz (Las Toscas, 7 dicembre 1995) è un calciatore argentino, centrocampista del San Paolo in prestito dal River Plate.

## Caratteristiche tecniche
È un esterno sinistro.

## Carriera
È cresciuto nel settore giovanile dell'Agropecuario.
Il 14 gennaio 2019 è stato ceduto in prestito annuale al Talleres (C) con opzione di acquisto definitivo.

## Statistiche

### Presenze e reti nei club
Statistiche aggiornate al 24 maggio 2025.
| Stagione            | Squadra             | Campionato          | Campionato | Campionato | Coppe nazionali | Coppe nazionali | Coppe nazionali | Coppe continentali | Coppe continentali | Coppe continentali | Altre coppe | Altre coppe | Altre coppe | Totale | Totale | Totale |
| Stagione            | Squadra             | Comp                | Pres       | Reti       | Comp            | Pres            | Reti            | Comp               | Pres               | Reti               | Comp        | Pres        | Reti        | Pres   | Reti   |        |
| ------------------- | ------------------- | ------------------- | ---------- | ---------- | --------------- | --------------- | --------------- | ------------------ | ------------------ | ------------------ | ----------- | ----------- | ----------- | ------ | ------ | ------ |
| 2016-2017           | Agropecuario        | TAA                 | 19         | 0          | CA              | 0               | 0               | -                  | -                  | -                  | -           | -           | -           | 19     | 0      |        |
| 2017-2018           | Agropecuario        | PBN                 | 24         | 0          | CA              | 1               | 0               | -                  | -                  | -                  | -           | -           | -           | 25     | 0      |        |
| 2018-2019           | Agropecuario        | PBN                 | 10         | 0          | CA              | 0               | 0               | -                  | -                  | -                  | -           | -           | -           | 10     | 0      |        |
| Totale Agropecuario | Totale Agropecuario | Totale Agropecuario | 53         | 0          |                 | 1               | 0               |                    | -                  | -                  |             | -           | -           | 54     | 0      |        |
| 2018-2019           | Talleres (C)        | PD                  | 5          | 0          | CA+CdS          | 2+3             | 0               | CL                 | 3                  | 0                  | -           | -           | -           | 13     | 0      |        |
| 2019-2020           | Talleres (C)        | PD                  | 15         | 0          | CA+CdS+CM       | 5+1+10          | 0               | -                  | -                  | -                  | -           | -           | -           | 31     | 0      |        |
| 2021                | Talleres (C)        | PD                  | 23         | 4          | CA+CdL          | 0+9             | 0               | CS                 | 6                  | 1                  | -           | -           | -           | 38     | 5      |        |
| 2022                | Talleres (C)        | PD                  | 21         | 2          | CA+CdL          | 6+9             | 0               | CL                 | 10                 | 0                  | -           | -           | -           | 46     | 2      |        |
| Totale Talleres (C) | Totale Talleres (C) | Totale Talleres (C) | 64         | 6          |                 | 45              | 0               |                    | 19                 | 1                  |             | -           | -           | 128    | 7      |        |
| 2023                | River Plate         | PD                  | 22         | 0          | CA+CdL          | 1+12            | 0+1             | CL                 | 6                  | 0                  | TCS         | 2           | 0           | 43     | 1      |        |
| 2024                | River Plate         | PD                  | 12         | 0          | CA+CdL          | 1+13            | 0               | CL                 | 8                  | 0                  | SA          | 1           | 0           | 35     | 0      |        |
| Totale River Plate  | Totale River Plate  | Totale River Plate  | 34         | 0          |                 | 27              | 1               |                    | 14                 | 0                  |             | 3           | 0           | 78     | 1      |        |
| 2025                | San Paolo           | A1/SP+A             | 11+9       | 1+0        | CB              | 2               | 0               | CL                 | 5                  | 0                  | -           | -           | -           | 27     | 1      |        |
| Totale carriera     | Totale carriera     | Totale carriera     | 171        | 7          |                 | 75              | 1               |                    | 38                 | 1                  |             | 3           | 0           | 287    | 9      |        |

## Palmarès
- Campionato argentino: 1

River Plate: 2023
- Trofeo de Campeones de la Liga Profesional: 1

River Plate: 2023
- Supercopa Argentina: 1

River Plate: 2023